# Parlamentswahl in Portugal 2011
- BE: 8
- CDU: 16
- PS: 74
- PSD: 108
- PP: 24

Bei der Parlamentswahl in Portugal 2011 am 5. Juni 2011 waren etwa 9,62 Millionen Portugiesen im In- und Ausland aufgerufen, die 230 Mandate in der Assembleia da República und damit die 19. verfassungsgemäße Regierung Portugals nach 1976 neu zu bestimmen. Die Wahl war nötig geworden, nachdem der amtierende Regierungschef José Sócrates von seinem Amt zurückgetreten war, da sein Sparpaket keine Mehrheit gefunden hatte. Herausforderer des wieder kandidierenden Sócrates war der Vorsitzende der konservativ-liberalen Oppositionspartei Partido Social Democrata, Pedro Passos Coelho.

## Wahlkampf
Schwerpunkte des Wahlkampfes waren vor allem die Auswirkungen der weltweiten Wirtschafts- und Finanzkrise und die damit verbundene finanzielle Schieflage des Staatshaushaltes.

## Wahlergebnis

Sitzverteilung und stärkste Partei in den Wahlkreisen

Die PS (Sozialisten) musste, wie bereits 2009, deutliche Verluste verzeichnen und erreichte nur noch 28,06 %, woraufhin der noch amtierende Ministerpräsident Sócrates seinen Rücktritt als Parteivorsitzender bekanntgab. Die bisherigen Oppositionsparteien PSD (Liberale) und CDS–PP (Konservative) erreichten mit 132 der 230 Parlamentssitze eine absolute Mehrheit und nahmen Koalitionsverhandlungen auf. Unter dem Eindruck, dass die meisten Entscheidungen aufgrund der Sparvorgaben des Internationalen Währungsfonds nicht mehr von der Regierung getroffen werden können, sank die Wahlbeteiligung auf einen Negativrekord von 58,07 %. In der Wahlregion Bragança waren die Nichtwähler mit 50,8 % in der Mehrheit, auf den Azoren sogar mit 59,4 %. Das endgültige Ergebnis wurde erst am 15. Juni bekanntgegeben, da vier Sitze von im Ausland lebenden Portugiesen vergeben werden.
| Partei                                | Partei | Stimmen   | Stimmen | Stimmen | Sitze   | Sitze | Sitze       | Sitze   |
| Partei                                | Partei | Anzahl    | %       | +/−     | Anzahl  | +/−   | %           | +/−     |
| ------------------------------------- | --- | --------- | ------- | ------- | ------- | ----- | ----------- | ------- |
|                                       | Partido Social Democrata (PSD)                                                                                  | 2.159.181 | 38,7    | +9,6    | 108     | +27   | 47,0        | +11,8   |
|                                       | Partido Socialista (PS)                                                                                         | 1.566.347 | 28,1    | −8,5    | 74      | −23   | 32,2        | −10,0   |
|                                       | Partido Popular (CDS-PP)                                                                                        | 653.888   | 11,7    | +1,3    | 24      | +3    | 10,4        | +1,3    |
|                                       | Coligação Democrática Unitária (CDU) 1 - Partido Comunista Português (PCP) - Partido Ecologista Os Verdes (PEV) | 441.147   | 7,9     | +0,0    | 16 14 2 | +1 ±0 | 7,0 6,1 0,9 | +0,5 ±0 |
|                                       | Bloco de Esquerda (BE)                                                                                          | 288.923   | 5,2     | −4,6    | 8       | −8    | 3,5         | −3,5    |
|                                       | Partido Comunista dos Trabalhadores Portugueses (PCTP/MRPP)                                                     | 62.610    | 1,1     | +0,2    | —       | —     | 0,0         | —       |
|                                       | Partido pelos Animais e pela Natureza (PAN)                                                                     | 57.995    | 1,0     | —       | —       | —     | 0,0         | —       |
|                                       | Partido da Terra (MPT)                                                                                          | 22.705    | 0,4     | +0,3    | —       | —     | 0,0         | —       |
|                                       | Movimento Esperança Portugal (MEP)                                                                              | 21.942    | 0,4     | −0,1    | —       | —     | 0,0         | —       |
|                                       | Partido Nacional Renovador (PNR)                                                                                | 17.548    | 0,3     | +0,1    | —       | —     | 0,0         | —       |
|                                       | Partido Trabalhista Português (PTP)                                                                             | 16.895    | 0,3     | +0,2    | —       | —     | 0,0         | —       |
|                                       | Partido Popular Monárquico (PPM)                                                                                | 14.687    | 0,3     | ±0,0    | —       | —     | 0,0         | —       |
|                                       | Partido da Nova Democracia (PND)                                                                                | 11.806    | 0,2     | −0,2    | —       | —     | 0,0         | —       |
|                                       | Portugal pro Vida (PPV)                                                                                         | 8.209     | 0,2     | 0,0     | —       | —     | 0,0         | —       |
|                                       | Partido Operário de Unidade Socialista (POUS)                                                                   | 4.572     | 0,1     | 0,0     | —       | —     | 0,0         | —       |
|                                       | Partido Democrático do Atlântico (PDA)                                                                          | 4.569     | 0,1     | —       | —       | —     | 0,0         | —       |
|                                       | Partido Humanista (PH)                                                                                          | 3.588     | 0,1     | —       | —       | —     | 0,0         | —       |
| Leere Stimmzettel 2                   | Leere Stimmzettel 2                                                                                             | 148.618   | 2,7     | +0,9    |         |       |             |         |
| Ungültige Stimmzettel 3               | Ungültige Stimmzettel 3                                                                                         | 79.399    | 1,4     | +0,1    |         |       |             |         |
| Gesamt                                | Gesamt | 5.585.054 | 100,0   |         | 230     |       | 100,0       |         |
| Gültige Stimmen                       | Gültige Stimmen                                                                                                 | 5.357.037 | 95,9    | −1,0    |         |       |             |         |
| Wahlbeteiligung                       | Wahlbeteiligung                                                                                                 | 5.585.054 | 58,0    | −1,65   |         |       |             |         |
| Wahlberechtigte                       | Wahlberechtigte                                                                                                 | 9.624.354 |         |         |         |       |             |         |
| Quelle: Comissão Nacional de Eleições | |           |         |         |         |       |             |         |